# Порумбару, Эмануэль
Эмануэль (Эманоил) Порумбару (рум. Emanoil Porumbaru; 1845, Бухарест — 11 октября 1921, там же) — румынский государственный, политический и общественный деятель. Президент сената Румынии (1916—1918), министр общественных работ (с ноября 1896 по март 1897) и министр иностранных дел Королевства Румыния (с января 1914 по декабрь 1916).

## Биография
Изучал за границей право и политическую экономию. В течение 15 лет находился на дипломатической работе
Либеральный политик. Избирался членом парламента Румынии. Занимал пост президента сената Румынии (9 декабря 1916 — 25 апреля 1918).

## Память
Одна из улиц Бухареста носит имя Э. Порумбару.